# Kuzbass Kemerowo (piłka siatkowa)
Kuzbass Kemerowo (ros. ВК «Кузбасс» Кемерово) – męski klub siatkarski z Rosji powstały w roku 2008 z siedzibą w Kemerowie.
Obecnie zespół występuje w rozgrywkach Superligi.

## Sukcesy
Puchar Rosji:
- 2011, 2017

Mistrzostwo Rosji:
- 2019
- 2020

Superpuchar Rosji:
- 2019

## Bilans sezon po sezonie
| Sezon     | Liga              | Miejsce | Mecze (Z-P) | Mecze (Z-P) | Puchary                 |
| --------- | ----------------- | ------- | ----------- | ----------- | ----------------------- |
| 2008/2009 | Wysszaja liga "A" | 3.      | 48          | 31-17       |                         |
| 2009/2010 | Wysszaja liga "A" | 2.      | 44          | 35-9        |                         |
| 2010/2011 | Superliga         | 10.     | 34          | 17-17       | finalista Pucharu Rosji |
| 2011/2012 | Superliga         | 12.     | 28          | 15-13       |                         |
| 2012/2013 | Superliga         | 8.      | 32          | 13-19       |                         |
| 2013/2014 | Superliga         | 6.      | 30          | 15-15       |                         |
| 2014/2015 | Superliga         | 8.      | 31          | 14-17       |                         |
| 2015/2016 | Superliga         | 8.      | 26          | 13-13       |                         |
| 2016/2017 | Superliga         | 7.      | 29          | 17-12       |                         |
| 2017/2018 | Superliga         | 4.      | 32          | 17-15       | finalista Pucharu Rosji |
| 2018/2019 | Superliga         | 1.      | 34          | 28-6        |                         |
| 2019/2020 | Superliga         | 3.      | 19          | 15-4        | Superpuchar Rosji       |
| 2020/2021 | Superliga         | 4.      | 30          | 24-6        |                         |

Poziom rozgrywek:
     najwyższy ogólnokrajowy
     drugi

## Kadra

### Sezon 2021/2022[2]
- 1.  Aleksiej Obmoczajew
- 3.  Anton Karpuchow
- 5.  Władimir Siejemszczikow
- 6.  Jewgienij Siwożelez
- 7.  Petar Krsmanović
- 8.  Roman Pakszyn
- 9.  Witalij Papazow
- 10.  Aleksandr Markin
- 11.  Igor Krechetow
- 12.  Michaił Szczerbakow
- 15.  Inał Tawasijew
- 16.  Alan Souza (do 25.11.2021)
- 21.  Aleksandr But´ko
- 22.  Aleksandr Moisejew

### Sezon 2020/2021
- 1.  Aleksiej Obmoczajew
- 2.  Iwan Diemakow
- 3.  Anton Karpuchow
- 4.  Igor Kobzar
- 5.  Władimir Szyszkin
- 6.  Jewgienij Siwożelez
- 7.  Petar Krsmanović
- 8.  Roman Pakszyn
- 9.  Ivan Zaytsev
- 11.  Igor Krechetow
- 12.  Michaił Szczerbakow
- 13.  Bogdan Gliwienko
- 15.  Inał Tawasijew
- 22.  Aleksandr Markin

### Sezon 2019/2020
- 1.  Jarosław Podlesnych
- 2.  Iwan Diemakow
- 3.  Anton Karpuchow
- 4.  Igor Kobzar
- 6.  Jewgienij Siwożelez
- 7.  Nikita Ljasow
- 8.  Roman Pakszyn
- 9.  Dmytro Paszycki
- 11.  Igor Krechetow
- 12.  Michaił Szczerbakow
- 13.  Bogdan Gliwienko
- 14.  Lauri Kerminen
- 15.  Inał Tawasijew
- 17.  Wiktor Poletajew

### Sezon 2018/2019
- 1.  Jarosław Podlesnych
- 2.  Iwan Diemakow
- 3.  Anton Karpuchow
- 4.  Igor Kobzar
- 5.  Witalij Wasiljew
- 7.  Aleksandr Moisejew
- 9.  Dmytro Paszycki
- 10.  Siemion Dmitrijew
- 12.  Michaił Szczerbakow
- 13.  Iwan Łukjanienko
- 14.  Lauri Kerminen
- 15.  Inał Tawasijew
- 17.  Wiktor Poletajew
- 18.  Siergiej Nikitin

### Sezon 2017/2018
- 1.  Jarosław Podlesnych
- 2.  Siergiej Makarow
- 3.  Anton Karpuchow
- 4.  Igor Kobzar
- 5.  Witalij Wasiljew
- 7.  Aleksandr Moisejew
- 9.  Dmytro Paszycki
- 10.  Iwan Ropawka
- 13.  Nikołaj Apalikow
- 14.  Lauri Kerminen
- 15.  Inał Tawasijew
- 16.  Dmitrij Iljinych
- 17.  Wiktor Poletajew
- 18.  Siergiej Nikitin

### Sezon 2016/2017
- 1.  Pawieł Pankow
- 2.  Siergiej Makarow
- 3.  Anton Karpuchow
- 6.  Maksim Szpilew
- 7.  Aleksandr Moisejew
- 8.  Romanas Szkulawiczus
- 9.  Sebastian Schwarz
- 10.  Iwan Ropawka
- 11.  Aleksiej Jewsiejew
- 12.  Michaił Szczerbakow
- 13.  Nikołaj Apalikow
- 14.  Lauri Kerminen
- 15.  Inał Tawasijew
- 17.  Wiktor Poletajew
- 18.  Siergiej Nikitin
- 19.  Olli-Pekka Ojansivu

### Sezon 2015/2016
- 1.  Chaczatur Stepanian
- 2.  Siergiej Makarow
- 3.  Anton Karpuchow
- 4.  Dmitrij Krasilnikow
- 5.  Aleksandr Kriwiec
- 6.  Maksim Szpilew
- 8.  Romanas Szkulawiczus
- 10.  Siergiej Nikitin
- 12.  Michaił Szczerbakow
- 13.  Nikołaj Leonienko
- 14.  Lauri Kerminen
- 15.  Inał Tawasijew
- 17.  Maksim Żygałow
- 18.  Dmitrij Szestak

### Sezon 2014/2015
- 1.  Chaczatur Stepanian
- 2.  Siergiej Makarow
- 3.  Marcus Nilsson
- 5.  Aleksandr Moczałow
- 6.  Björn Andrae
- 8.  Aleksiej Bardok
- 10.  Andriej Koleśnik
- 12.  Michaił Szczerbakow
- 13.  Rusłan Askerow
- 14.  Jewgienij Galatow
- 15.  Inał Tawasijew
- 17.  Aleksandr Kritskij
- 18.  Aleksiej Nałobin
- 19.  Siergiej Burtsew

### Sezon 2013/2014
- 1.  Earvin N’Gapeth
- 2.  Konstantin Poroszyn
- 3.  Marcus Nilsson
- 4.  Dmitrij Kowiriajew
- 6.  Igor Yudin
- 7.  Wiaczesław Kurguzow
- 8.  Aleksiej Bardok
- 9.  Iwan Marczinine
- 10.  Björn Andrae
- 12.  Michaił Szczerbakow
- 13.  Rusłan Askerow
- 14.  Jewgienij Galatow
- 15.  Aleksiej Nałobin
- 17.  Siergiej Makarow
- 18.  Dmitrij Szestak
- 19.  Siergiej Burtsew

### Sezon 2012/2013
- 1.  Dmitrij Szestak
- 2.  Konstantin Poroszyn
- 3.  Aleksiej Lipiezin
- 5.  Björn Andrae
- 6.  Ilja Parchomczuk
- 7.  Wiaczesław Kurguzow
- 8.  Pawieł Moroz
- 10.  Samuel Tuia
- 11.  Konstantin Uszakow
- 12.  Michaił Szczerbakow
- 13.  Wiaczesław Tarasow
- 14.  Jewgienij Galatow
- 15.  Anton Dubrowin
- 16.  Siergiej Bagrej